# Valloire
Valloire é uma comuna francesa na região administrativa de Auvérnia-Ródano-Alpes, no departamento de Saboia. Estende-se por uma área de 137,48 km². Em 2010 a comuna tinha 1 083 habitantes (densidade: 7,9 hab./km²).